# Idol Tenshi Yōkoso Yōko
Idol Tenshi Yōkoso Yōko (アイドル天使ようこそようこ, Aidoru Tenshi Yōkoso Yōko) é uma série de anime produzida pelo estúdio Ashi Production (famoso por criar Idol Densetsu Eriko, As Aventuras Mágicas de Mint, e Gigi e a Fonte da Juventude). Foi transmitida pela TV Tokyo em 2 de abril de 1990 até 4 de fevereiro de 1991, a série teve 43 episódios.

## Enredo
(Yoko Tanaka, de Yokyun) é uma garota de 15 anos que quer arrasar como cantora no show business. Durante a sua primeira viagem de trem que leva a cidade do sucesso, ela conhece Futura, uma garota da idade dela que fugiu de casa porque os pais tinham impedido ela de realizar seu sonho de se tornar uma atriz famosa no teatro musical.
Quando elas chegam ao destino, começam a procurar um agente para fazer publicidade delas para o mundo dos artistas, de fato, há muitos agentes que se oferecem para mostra-las aos shows emergentes. Neste bairro se depara com Sissy, uma jovem cantora e ídolo das multidões que tem uma primeira abordagem com as protagonistas não tão benevolentes. Para salvar as meninas do constrangimento e da luta que foi para produzir entre Yoko e Sissy envolvendo Fabrizio, do cabelo louro, e Thomas, um personagem muito impressionante, com grande autoridade, que tinha medo de qualquer pessoa que ele conhecia. Graças a Fabrizio, Yoko e Futura conhecem Lando, o agente que vai ajudar, juntamente com sua assistente e ex-namorada Sally para obter um pouco de "publicidade. A partir daí começa sua escalada para o sucesso.

## Personagens
- Yoko, é a protagonista, da história, uma menina com tranças longas rosa presas em dois arcos amarelos, com o sonho de se tornar uma cantora famosa (ela diz que sua terra natal é a Lua) ela tem um caráter exuberante bonito e alegre.
- Futura, é uma menina de cabelo azul jovem marcada por grandes sonhos de ser atriz nos teatros mais importantes do mundo, ela tem um caráter tímido e reservado.
- Sissy, é uma personagem cheia de si, tem um penteado verde engraçado, quer beliscar a carreira da novata Yoko, mas no final, é capaz de ajudá-la a realizar seu sonho. Também é mimada, que não gostava dos valores morais e ligava apenas para o sucesso e não a amizade, e este "sentimento" muda, graças a Yoko.
- Alberto, amigo das estrelas que irão ajudá-las a conhecer o agente Lando.
- Giulio, É o amigo loiro muito atraente de Yoko e Futura, que juntamente com Alberto tenta ajudar as protagonistas à realizar sua escalada para o sucesso!
- Camillo é a agente caça talentos que conhece Yoko e Futura.
- Marco é o assistente de Sissy (era também o assistente de Sabrina na série Idol Densetsu Eriko).
- Lando é o assistente de Yoko e o ex-companheiro de Sally.
- Sally a ex-companheira de Lando, nesta série cobre o papel de acompanhadora das protagonistas.
- Tommaso é o "homem em vista do bairro, na primeira aparência é visto, como um homem que inspira muito medo, mas com Yoko e Futura será o oposto, ao que parece o seu guarda-costas.
- Teo é um querido amigo de Sally, Yoko e Futura.
- Mumù é o esquilo voador inseparável de Yoko.
- Claude é o famoso cantor da série, ídolo adolescente.

## Música
A música de abertura se chama, Youshun no Passage (陽春のパッセージ), e as duas músicas de encerramento se chamam, Hitori ni Sasenai (一人にさせない) e You no ataru Station (陽のあたるステーション), ambas cantadas por Yoko Tanaka, mais conhecida como Yokkyun.

## Mundial
Idol Tenshi Yōkoso Yōko também fez sucesso em outros países Europeus, como: Itália com o título de Diventeremo famose, e Espanha com o título de Las Aventuras de Yoko y Saki.